# Paul Erdmann Isert
Paul Erdmann Isert (Angermünde, 20 ottobre 1756 – Costa d'Oro, 21 gennaio 1789) è stato un botanico e zoologo tedesco, educato in Danimarca.

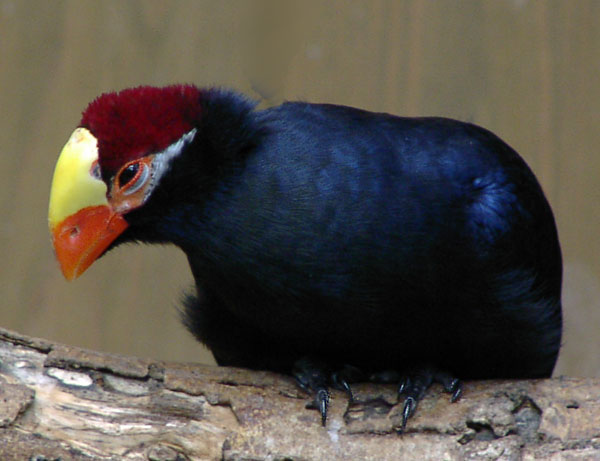
Musophaga violacea

Fu il primo zoologo a descrivere il turaco violetto Musophaga violacea.
Isert è conosciuto anche per i suoi tentativi di porre fine alla tratta degli schiavi della Danimarca-Norvegia.

## Biografia
Nel 1783 raggiunse la Costa d'Oro danese dove, oltre a svolgere attività medica, raccolse e catalogò esemplari di piante dall'Africa occidentale. Dato che gli abitanti del luogo non avevano linguaggio scritto, registrò anche molti aspetti della vita del posto, creando in questo modo un lavoro etnografico oltre che botanico.
Nel 1786 Isert decise di lasciare l'Africa, imbarcandosi su una nave che trasportava schiavi. Durante il viaggio scoppiò una rivolta, che si concluse con la morte di numerosi schiavi e che quasi gli costò la vita. Negli anni seguenti si recò nelle Indie Occidentali. Disgustato dall'orrore e dalla miseria umana che vide, sia nelle celle per schiavi in Africa, sia a bordo delle navi, sia nelle piantagioni di zucchero, Isert si convinse che la schiavitù era disumana, crudele e immorale, oltre che assurdamente stupida.
In una lettera inviata da Saint Croix nel 1787 a suo padre, Isert si domandò:
Perché i nostri antenati non sono stati abbastanza ragionevoli da fondare piantagioni proprio lì nel fertile continente d'Africa; piantagioni di zucchero, caffè, cacao, cotone e altri articoli che sono diventati così necessari in Europa?
Se fossimo venuti a loro con in mano un ramo d'ulivo anziché con acciaio assassino, i nativi ci avrebbero volentieri dato accesso alle parti migliori e più fertili delle loro terre, aree che da innumerevoli anni sono incolte.
Queste popolo africano ci avrebbe aiutato in libertà e, per salari bassi, ci avrebbero dato grandezza e ricchezze senza offesa contro natura, o contro le nostre coscienze personali e nazionali.
Perché abbiamo dovuto sradicare un gran numero di persone dalle loro terre, sottoporli a agonia, tortura, umiliazione e morte; trapiantarle in continenti alieni, isole dei Caraibi, grandi e piccoli? Perché?
Isert cercò allora di dimostrare che la creazione di piantagioni senza schiavi nel continente africano poteva essere pratica e redditizia. A tal fine, chiese l'aiuto di Ernst Heinrich von Schimmelmann, che era allora il ministro delle Finanze di Danimarca-Norvegia. Schimmelmann, un liberale ben noto e benestante, che fu determinante nel passaggio della legge che fece finire il commercio danese-norvegese transatlantico di schiavi, accettò di finanziare lo sforzo di Isert.
Nel 1788 Isert pubblicò il suo famoso libro Reise nach Guinea und den Caribäischen Inseln in Columbia (Viaggio in Guinea e nelle Isole dei Caraibi in Colombia), in cui descrisse le sue esperienze, e le sue opinioni, della tratta degli schiavi. Nello stesso anno tornò in Africa e fondò una piantagione di proprietà della corona, Frederiksnopel, vicino ad Akropong, dopo aver acquistato del terreno a nome del re Cristiano VII di Danimarca da un capo tribù locale. Lavoratori africani pagati e il gruppo europeo che aveva accompagnato Isert ripulirono la terra e piantarono solo piante facilmente coltivabili, per il proprio sostentamento.
Nel 1789 Isert scrisse una relazione al re di Danimarca, in cui espresse entusiasmo per il grande successo iniziale che stava avendo; ma dopo pochi giorni morì, probabilmente per una febbre tropicale. Anche la moglie e la figlia morirono poco dopo.
Convinto della fattibilità di questo tipo di piantagioni, un editto fu rilasciato in nome del re Cristiano VII dal figlio principe Federico (che era allora reggente a causa della malattia mentale del padre) il 16 marzo 1792, che entrò in vigore il 1º gennaio 1803. La Danimarca-Norvegia ha così l'onore di essere il primo stato sovrano ad aver vietato il commercio transatlantico di schiavi.
Negli anni seguenti alcuni assistenti di Isert tentarono inutilmente di portare avanti il progetto. Alla fine le piantagioni sperimentali si dimostrarono un insuccesso.

## Opere
- Letters on West Africa and the Slave Trade (1788)
- Voyages en Guinée dans les îles Caraïbes en Amérique (1793)